# کارگاککچ (یورغیر)
کارگاککچ (به ترکی استانبولی: Kargakekeç) یک منطقهٔ مسکونی در ترکیه است که در یورغیر واقع شده‌است.